# Prosadenoporus badiovagatus
Prosadenoporus badiovagatus — вид  озброєних немертин ряду Monostilifera родини Prosorhochmidae.

## Опис
Тіло сягає завдовжки 2-6 см.